# Myrsine monticola
Myrsine monticola är en viveväxtart som beskrevs av Carl Friedrich Philipp von Martius. Myrsine monticola ingår i släktet Myrsine och familjen viveväxter. Inga underarter finns listade i Catalogue of Life.